# Joan Coma i Roura
Joan Coma i Roura (Vic, 1981) és un sociòleg català, regidor a l'ajuntament de Vic. Llicenciat en sociologia des del 2010 per la Universitat Autònoma de Barcelona i màster en relacions internacionals i en formació de professorat, va treballar durant deu anys de fuster.
El 2016 es converteix en investigat per l'Audiència Nacional d'Espanya arran d'una denúncia de Josep Anglada, aleshores president del partit d'extrema dreta Plataforma per Catalunya, per una intervenció seva al ple municipal del 9 de desembre del 2015. En aquesta intervenció, Coma apel·lava a la desobediència als tribunals espanyols en el marc del debat d'una moció de suport a la declaració de ruptura del Parlament., El 27 de desembre de 2016 va ser detingut pels Mossos d'Esquadra, acusat d'un possible delicte de sedició, i traslladat a Madrid per declarar davant de Ismael Moreno Chamarro, el jutge que portà el cas. En el judici, el dia 28 de desembre, el fiscal s'interessa en concret per les frases "Desobediència, fa temps que en reclamem" i "Nosaltres hem dit que per fer la truita primer s'han de trencar els ous" i la possible incitació a la violència que impliquen.